# Tjautjas
Tjautjas (nordsamiska Čavččas är en tätort i Gällivare distrikt (Gällivare socken) i Gällivare kommun i Norrbottens län.
Tjautjas ligger cirka tre mil norr om centralorten Gällivare vid den östra stranden av sjön Tjautjasjaure (Čavččasjávri). Ursprungligen var Tjautjas ett samhälle där främst samer bodde. 
Namnet Čavččasjávri är nordsamiska och kommer av ordet čakča som betyder höst samt jávri som betyder sjö. Det kan alltså översättas med "Höstsjön".
Sjön ligger på tvären i samernas flyttriktning, väst–östlig riktning, och sjön och bäcken var ett naturligt "staket". Renarna stannade tills sjön blev istäckt och kring november–december flyttade samerna med renarna längre österut. Namnet fick byn förmodligen på grund av att samerna vistades vid sjön under hösttiden.
Den förste bofaste var Martin Jakobsson. Byn är drygt 100 år gammal.[när?]

## Befolkningsutveckling
| Befolkningsutvecklingen i Tjautjas/Cavccas 1990–2020 | Befolkningsutvecklingen i Tjautjas/Cavccas 1990–2020 | Befolkningsutvecklingen i Tjautjas/Cavccas 1990–2020 | Befolkningsutvecklingen i Tjautjas/Cavccas 1990–2020 | Befolkningsutvecklingen i Tjautjas/Cavccas 1990–2020 |
| ---------------------------------------------------- | ---------------------------------------------------- | ---------------------------------------------------- | ---------------------------------------------------- | ---------------------------------------------------- |
|                                                      |                                                      |                                                      |                                                      |                                                      |
| År                                                   |                                                      |                                                      | Folkmängd                                            | Areal (ha)                                           |
| 1990                                                 | 1990                                                 |                                                      | 129                                                  | 85#                                                  |
| 1995                                                 | 1995                                                 |                                                      | 197                                                  | 61#                                                  |
| 2000                                                 | 2000                                                 |                                                      | 196                                                  | 60#                                                  |
| 2005                                                 | 2005                                                 |                                                      | 216                                                  | 63                                                   |
| 2010                                                 | 2010                                                 |                                                      | 234                                                  | 64                                                   |
| 2015                                                 | 2015                                                 |                                                      | 242                                                  | 68                                                   |
| 2020                                                 | 2020                                                 |                                                      | 250                                                  | 71                                                   |
| Anm.: Ny tätort 2005. # Som småort.                  |                                                      |                                                      |                                                      |                                                      |